# Diego Tardelli
Diego Tardelli Martins (ur. 10 maja 1985 w Santa Bárbara d'Oeste) – piłkarz brazylijski grający na pozycji napastnika.

## Kariera klubowa
Tardelli pochodzi ze stanu São Paulo. Swoją karierę rozpoczynał w mieście Santa Bárbara w klube União Barbarense. W 2003 roku przeszedł do jednego z czołowych klubów w mieście, São Paulo Futebol Clube. Grał tam w pierwszym składzie w lidze, ale nie został mistrzem kraju, za to w 2005 roku wywalczył zarówno Copa Libertadores, jak i klubowe mistrzostwo świata.
Zimą 2006 Tardelli wyjechał do Europy. Na pół roku został wypożyczony do hiszpańskiego Realu Betis. W Primera División zadebiutował 14 stycznia w wygranym 1:0 meczu z Atlético Madryt. W barwach Betisu jednak nie błyszczał, wystąpił w 12 meczach, ale ani razu nie zdobył gola. Z Betisem zajął 14. miejsce, a latem 2006 wrócił do Brazylii. Z São Paulo został wypożyczony do Sao Caetano, w którym spędził pół roku. Natomiast zimą 2007 po raz kolejny został wypożyczony, tym razem do PSV Eindhoven, z którym wystąpił w Lidze Mistrzów, a także wywalczył mistrzostwo Holandii. W 2009 przeszedł do brazylijskiego Atletico Mineiro gdzie grał przez dwa sezony, notując przy tym świetną passe 32. bramek w 36. meczach. W 2011 został kupiony przez Anży Machaczkała. W 2012 za sumę 7. milionów euro został kupiony przez katarski klub Al-Gharafa. W 2013 powrócił do Atletico Mineiro. W 2015 roku przeszedł do chińskiego Shandong Luneng Taishan.

## Kariera reprezentacyjna
W 2005 roku Diego z młodzieżową reprezentacją Brazylii U-20 wystąpił na Młodzieżowych Mistrzostwach Świata. W ćwierćfinałowym meczu z Niemcami (2:1) zdobył gola, a ostatecznie z Brazylią wywalczył brązowy medal po wygraniu 2:1 meczu o 3. miejsce z Marokiem.
| Sezon   | Klub                    | Mecze | Bramki | Rozgrywki             |
| ------- | ----------------------- | ----- | ------ | --------------------- |
| 2003    | São Paulo FC            | 23    | 9      | Campeonato Brasileiro |
| 2004    | São Paulo FC            | 29    | 7      | Campeonato Brasileiro |
| 2005    | São Paulo FC            | 19    | 2      | Campeonato Brasileiro |
| 2005/06 | Real Betis Sevilla      | 12    | 0      | Primera División      |
| 2006    | São Caetano             | 7     | 1      | Campeonato Brasileiro |
| 2006/07 | PSV Eindhoven           | 13    | 3      | Eredivisie            |
| 2007    | São Paulo FC            | 20    | 1      | Campeonato Brasileiro |
| 2008    | CR Flamengo             | 16    | 0      | Campeonato Brasileiro |
| 2009    | Atlético Mineiro        | 33    | 19     | Campeonato Brasileiro |
| 2010    | Atlético Mineiro        | 27    | 12     | Campeonato Brasileiro |
| 2011/12 | Anży Machaczkała        | 13    | 0      | Priemjer-Liga         |
| 2011/12 | Al-Gharafa              | 10    | 4      | Q-League              |
| 2012/13 | Al-Gharafa              | 13    | 9      | Q-League              |
| 2013    | Atlético Mineiro        | 26    | 7      | Campeonato Brasileiro |
| 2014    | Atlético Mineiro        | 24    | 10     | Campeonato Brasileiro |
| 2015    | Shandong Luneng Taishan | 19    | 6      | Super League          |
| 2016    | Shandong Luneng Taishan |       |        | Super League          |